# Школьный автобус

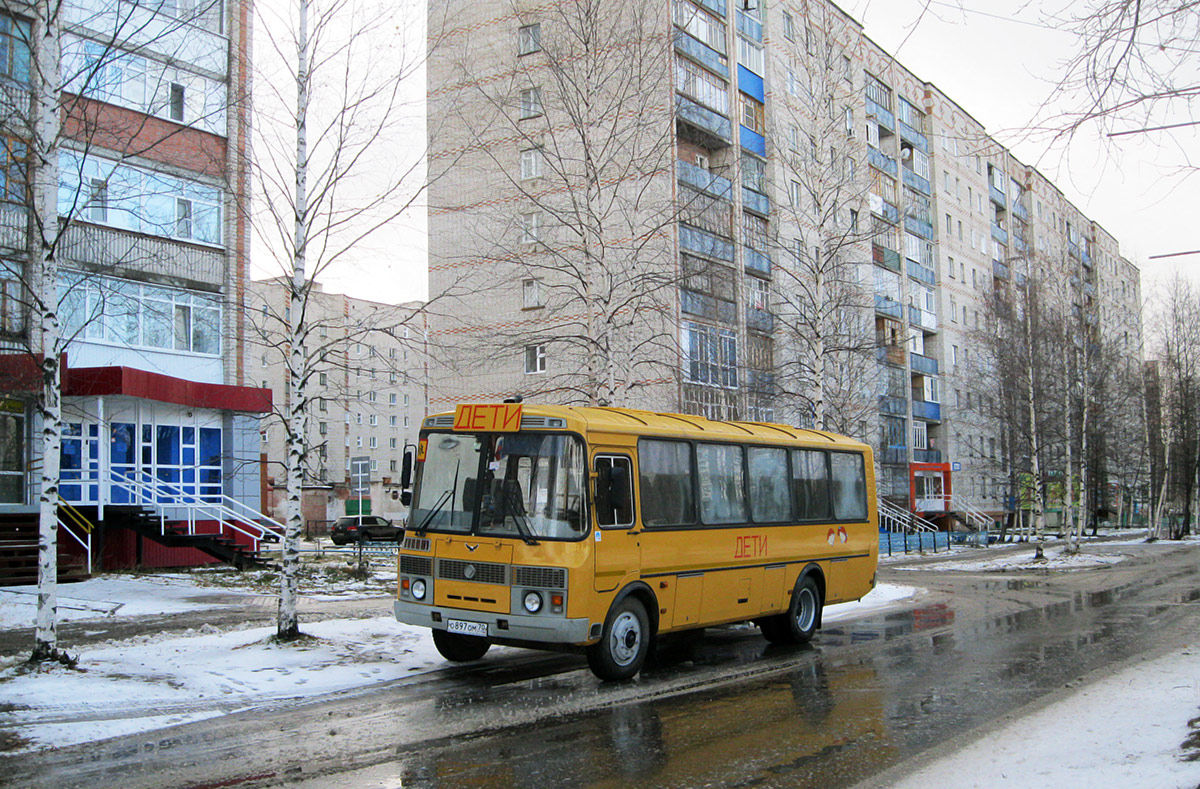
Школьный автобус в России

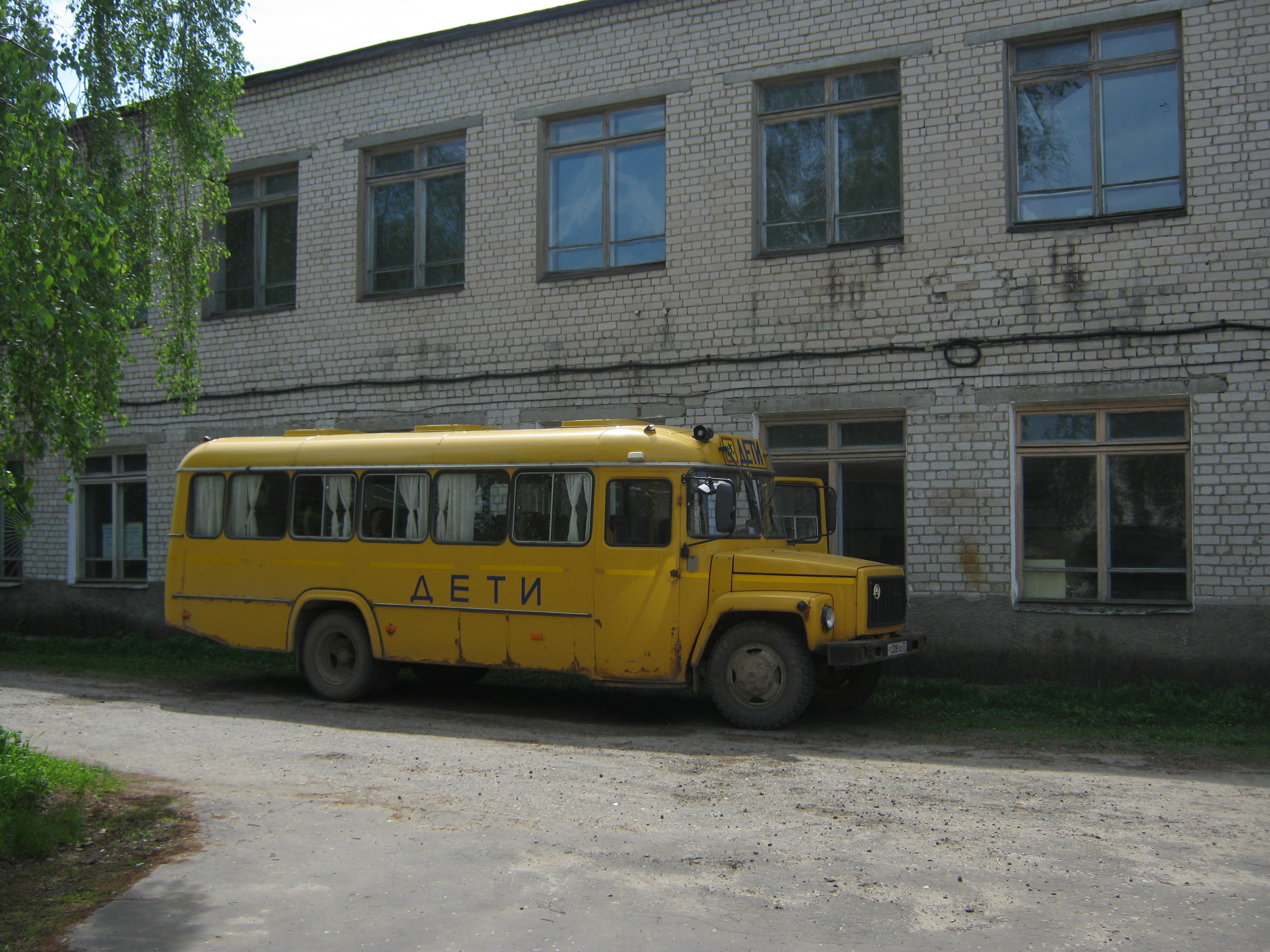
КАвЗ-3976

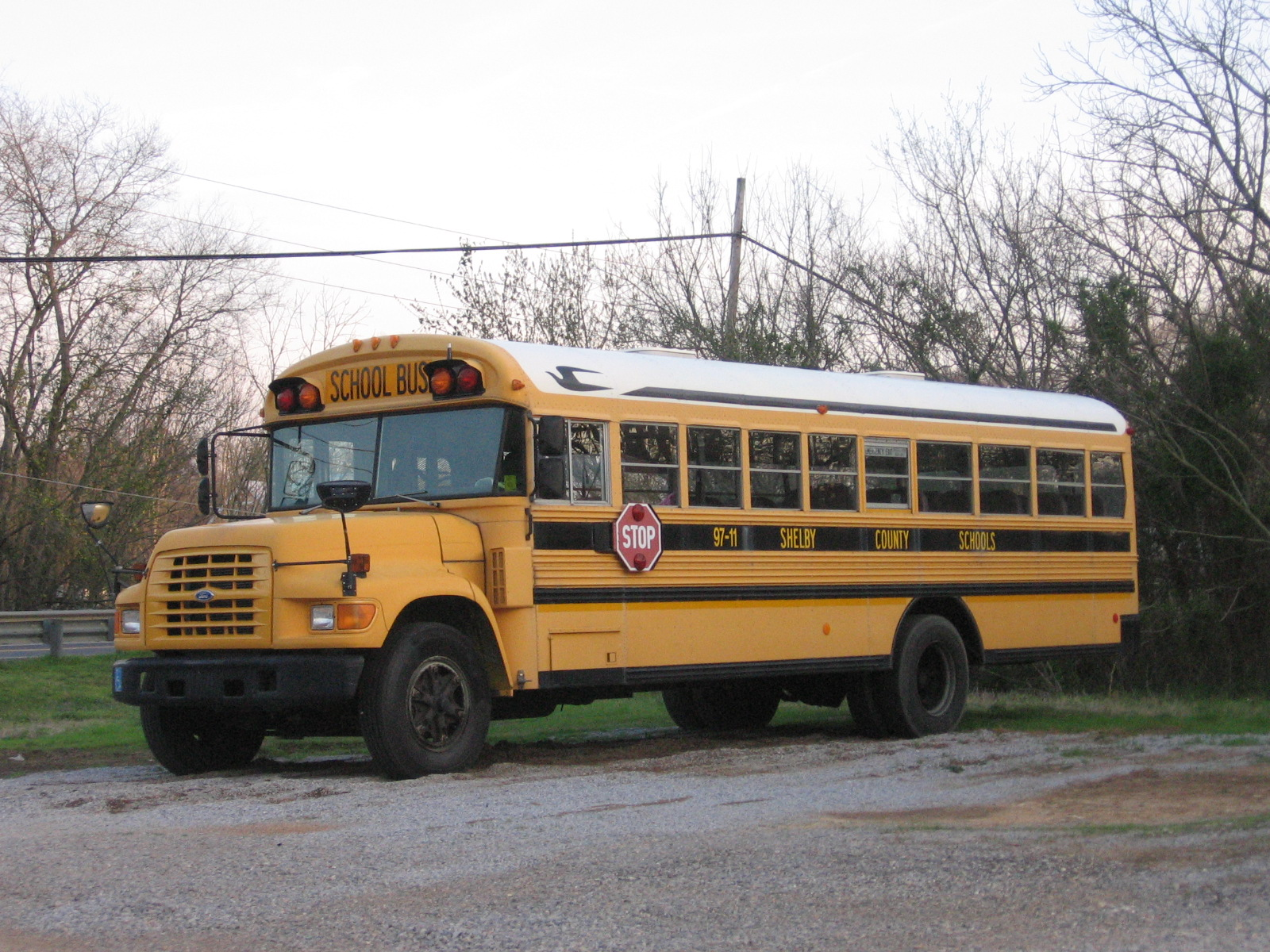
Классический американский школьный автобус Blue Bird Conventional

Школьный автобус — автобус, предназначенный для организованной перевозки детей к учебным заведениям, а также к местам проведения экскурсий, различных учебных и развлекательных мероприятий.

## История
Повозки для централизованной доставки детей к школам известны с начала XIX века. Впервые такие перевозки были организованы в квакерской школе на северо-востоке Лондона. Наибольшее распространение школьные омнибусы (так называемые kid hacks) получили в США, прежде всего в сельской местности.
С появлением двигателей внутреннего сгорания стали появляться и первые школьные автобусы. Вначале они не сильно отличались от своих предшественников: имели брезентовый верх и скамейки вдоль бортов, вход и выход располагался сзади. Но по мере развития техники автобусы совершенствовались, и к 1930-м годам приобрели относительно близкую к сегодняшним автобусам конструкцию.
Тогда же встала проблема стандартизации и унификации: разрозненные производители строили автобусы, сильно разнящиеся по качеству и цене, а стандартизация помогла значительно улучшить эту ситуацию. В разработке стандартов участвовали инженеры таких компаний, как Blue Bird, Ford, Chevrolet и DuPont. Результаты этих исследований сформировали современный узнаваемый облик американского школьного автобуса и оказали влияние на стандарты перевозок детей во многих других странах.
В 2014 году в США началось тестирование школьных автобусов с электрическим двигателем. В ближайшее время будет проходить постепенный переход автопарка учебных заведений на электробусы.
В России до 1999 года не было специальных технических требований к автобусам, предназначенным для перевозки детей. Для этих целей использовались обычные автобусы, на которые лишь устанавливались опознавательные знаки «перевозка детей». В 1999 году был принят ГОСТ Р 51160—98 (в 2016 году заменён на ГОСТ 33552—2015), но массово школьные автобусы стали закупаться с 2001 года в рамках федеральной программы «Школьный автобус». В настоящее время[когда?] поставка школьных автобусов в сельские школы проходит в рамках приоритетного национального проекта «Образование». Но специально разработанного автобуса для перевозки детей в России не существует.

## Требования
При разработке автобуса для перевозки детей, согласно ГОСТу, должны быть учтены следующие особенности:
- Меньше должна быть высота ступеней на входе, а также поручней. В некоторых случаях применяется выдвижная подножка.
- Необходимо оснастить автобус местами для сопровождающих, а также багажным отделением для сумок.

Отдельной строкой идут требования безопасности: в современном школьном автобусе сиденья должны быть оснащены ремнями безопасности, автобус должен быть оснащён средствами световой и звуковой сигнализации. Необходимо, чтобы водитель мог контролировать посадку и высадку, и дети не могли бы во время посадки или высадки быть вне поля зрения водителя: для этого автобусы оснащают дополнительными зеркалами или камерами. Специально для школьных автобусов фирмой «DuPont» был разработан оттенок жёлтого цвета под названием «National School Bus Glossy Yellow» — по задумке производителей, на автобусе, окрашенном в такой цвет, при любых условиях будут лучше видны надписи, сделанные чёрным, такой автобус будет лучше заметен среди других участников движения. Одни из наиболее строгих стандартов безопасности для школьных автобусов — в США, где, к примеру, каждый школьный автобус оснащается выдвижными сигналами остановки с подсветкой, а иногда даже небольшим шлагбаумом в передней части — для того, чтобы дети, вышедшие из автобуса, не обходили его спереди.
Особое положение в США школьный автобус имеет и с точки зрения правил дорожного движения: с одной стороны, подъезжая к остановившемуся школьному автобусу, водители других транспортных средств обязаны остановиться, чтобы пропустить детей. С другой стороны, на движение самого автобуса накладываются ограничения: к примеру, в некоторых штатах школьным автобусам запрещено поворачивать направо при включенном красном сигнале светофора, в то время как для многих других транспортных средств это разрешено.
В России Правила дорожного движения предписывают следующий порядок организованной перевозки детей:
- Перевозка групп детей должна осуществляться в соответствии со специальными правилами в автобусах, имеющих опознавательные знаки «Перевозка детей» (п.22.6);
- Максимально разрешённая скорость для школьных автобусов — 60 км/ч (п. 10.3);
- При посадке и высадке детей водитель школьного автобуса обязан включить аварийную сигнализацию (п. 7.1). Приближаясь к остановившемуся школьному автобусу со включенной аварийной сигнализацией, водители других транспортных средств обязаны снизить скорость и при необходимости остановиться, чтобы пропустить детей (п. 14.7).

### Галерея

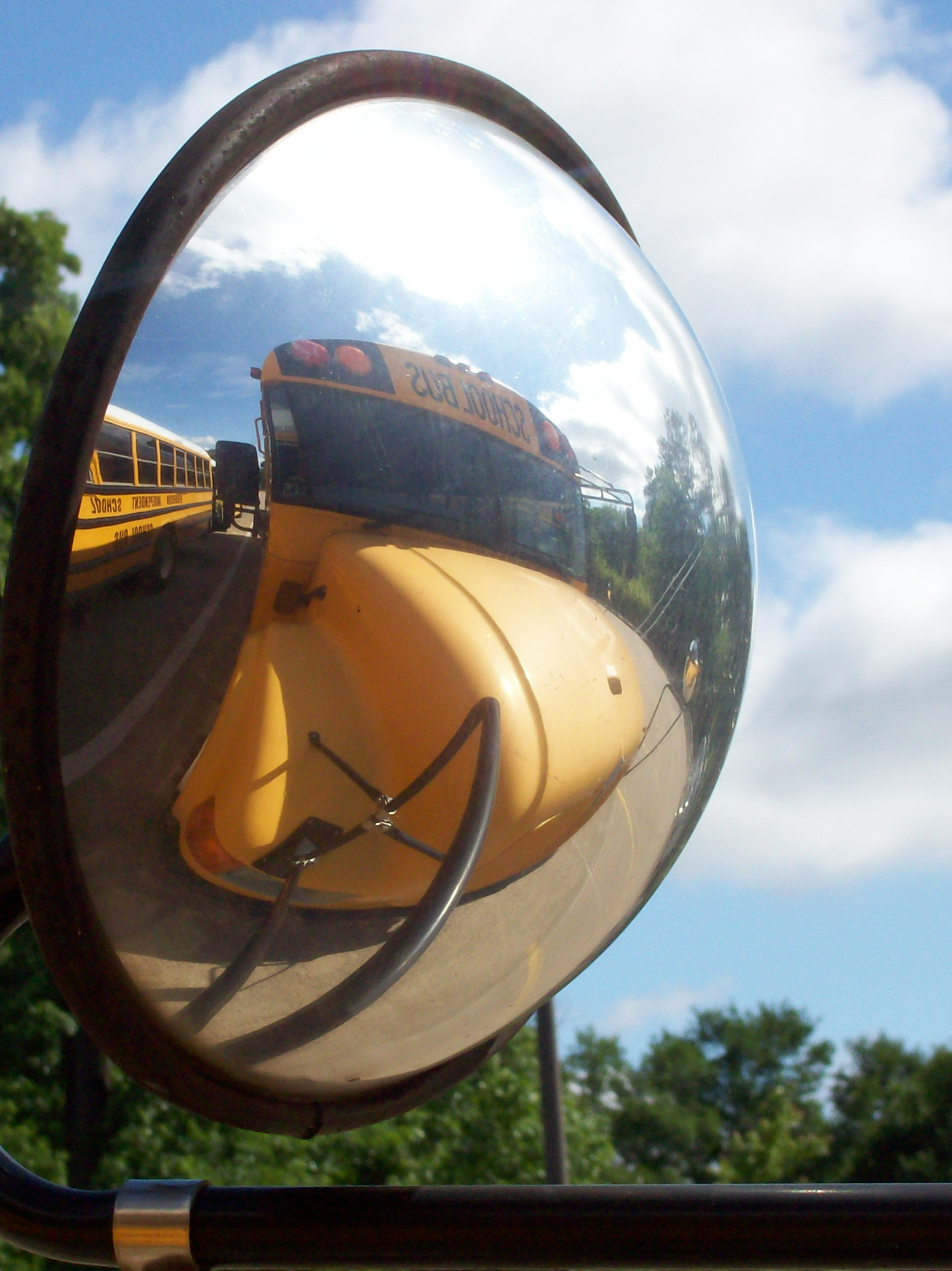
Панорамное зеркало школьного автобуса
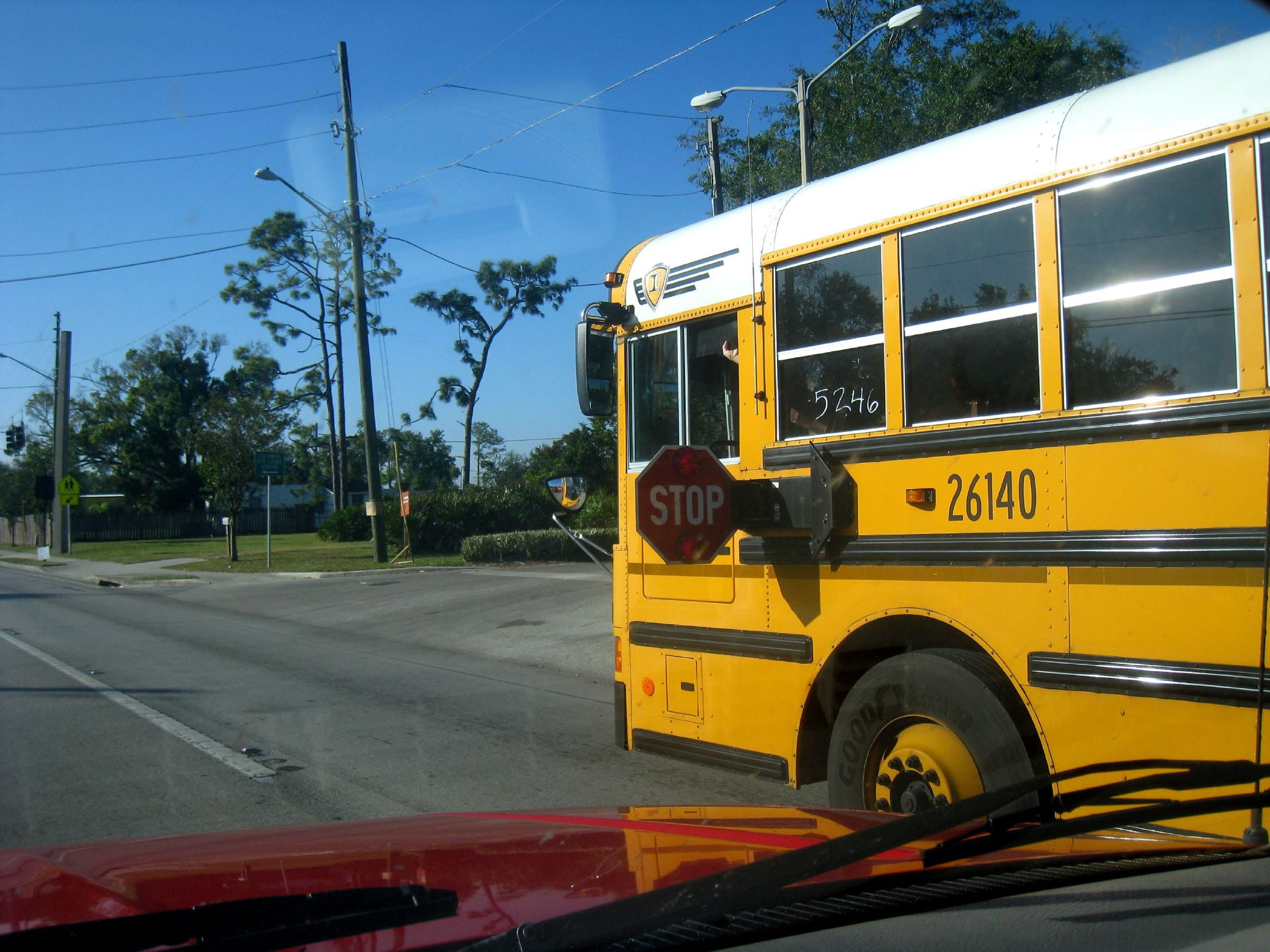
Знак остановки школьного автобуса, обязательный в США
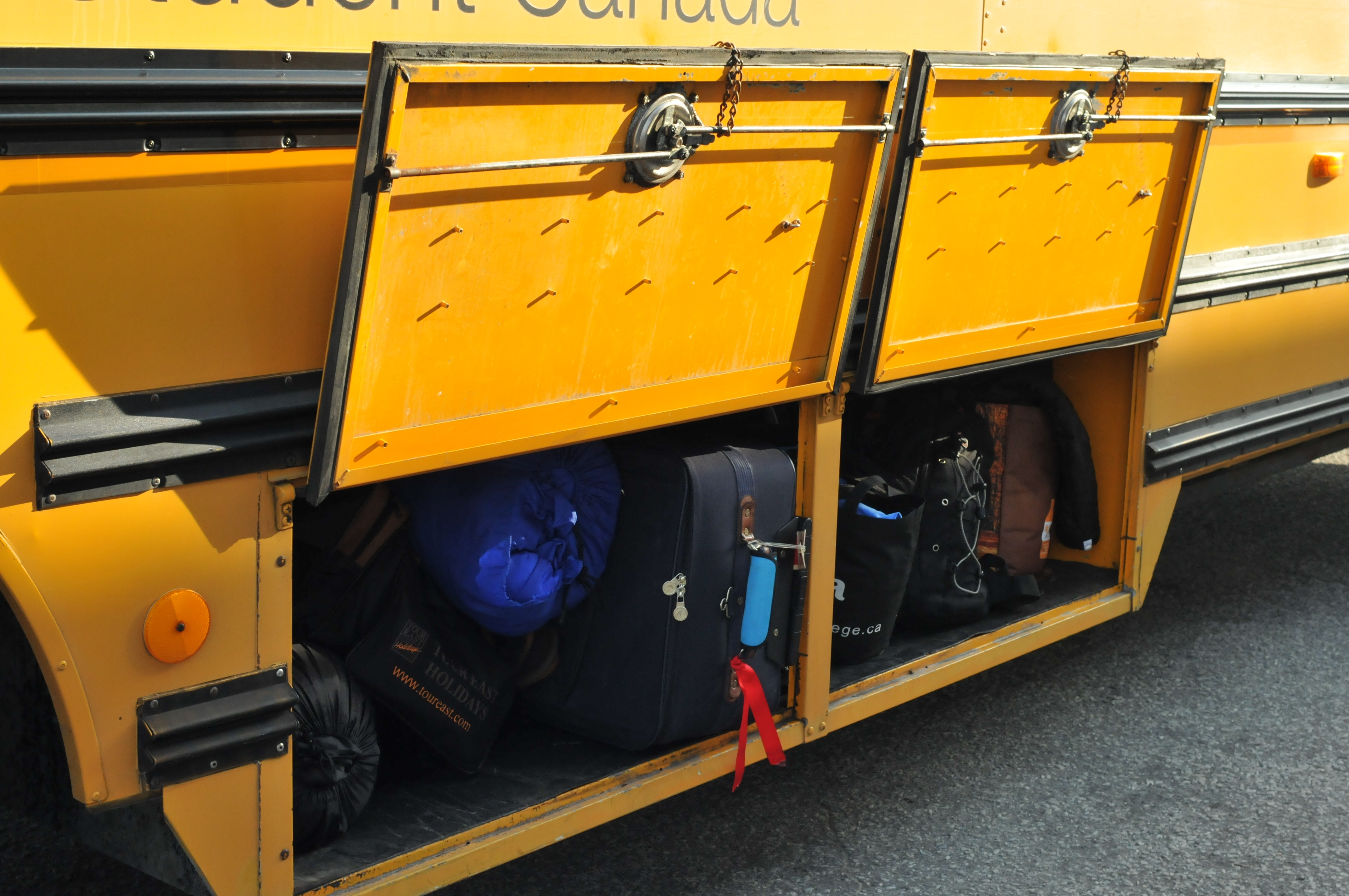
Багажное отделение
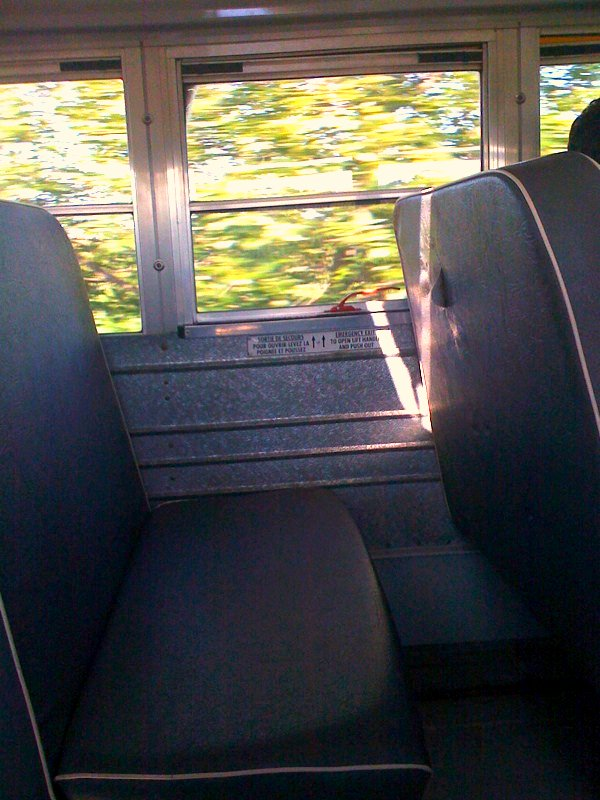
Сиденья в школьном автобусе расположены более плотно, чем в рейсовом

## Применение

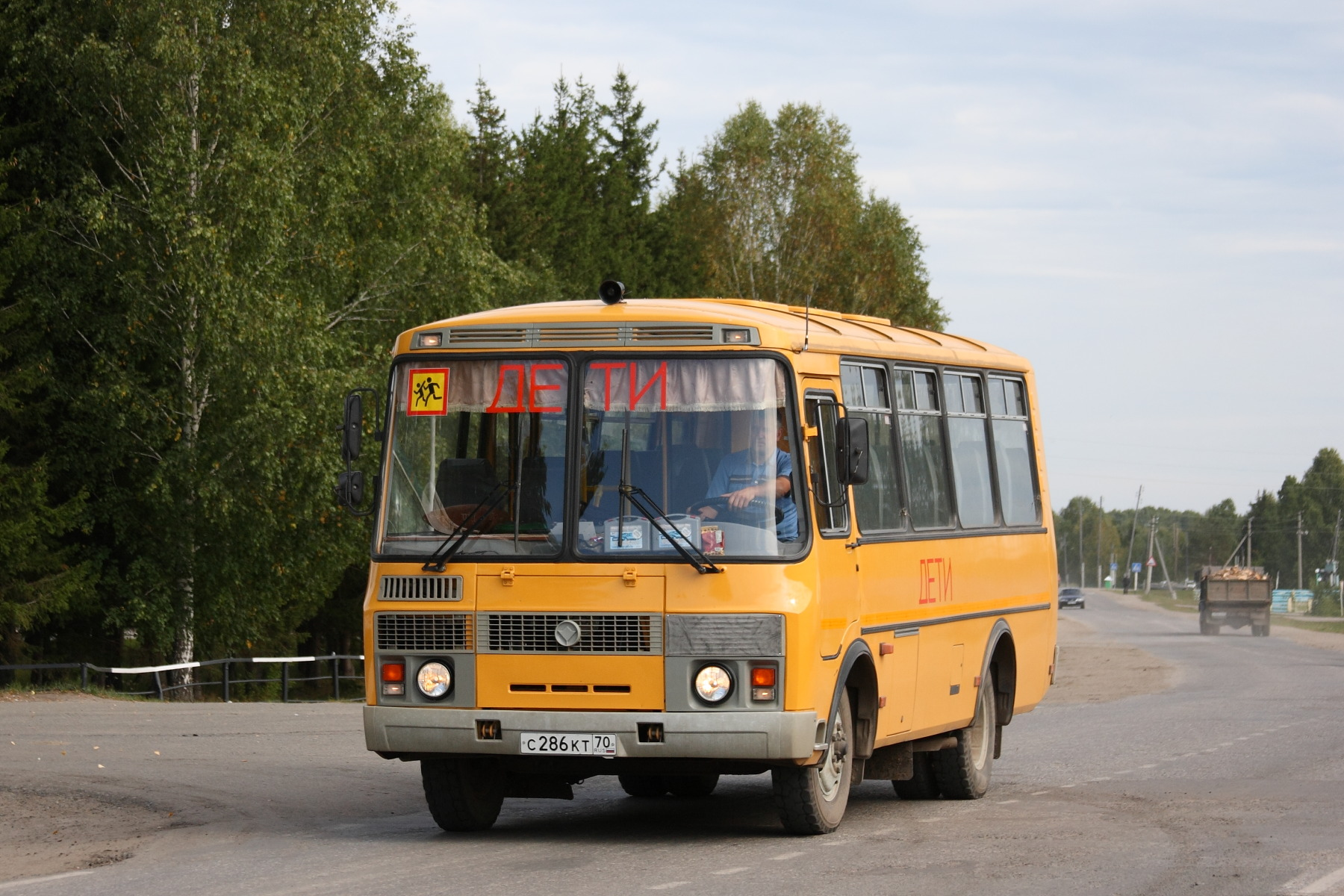
Школьный автобус модели ПАЗ-32053 в селе Первомайское, Томская область

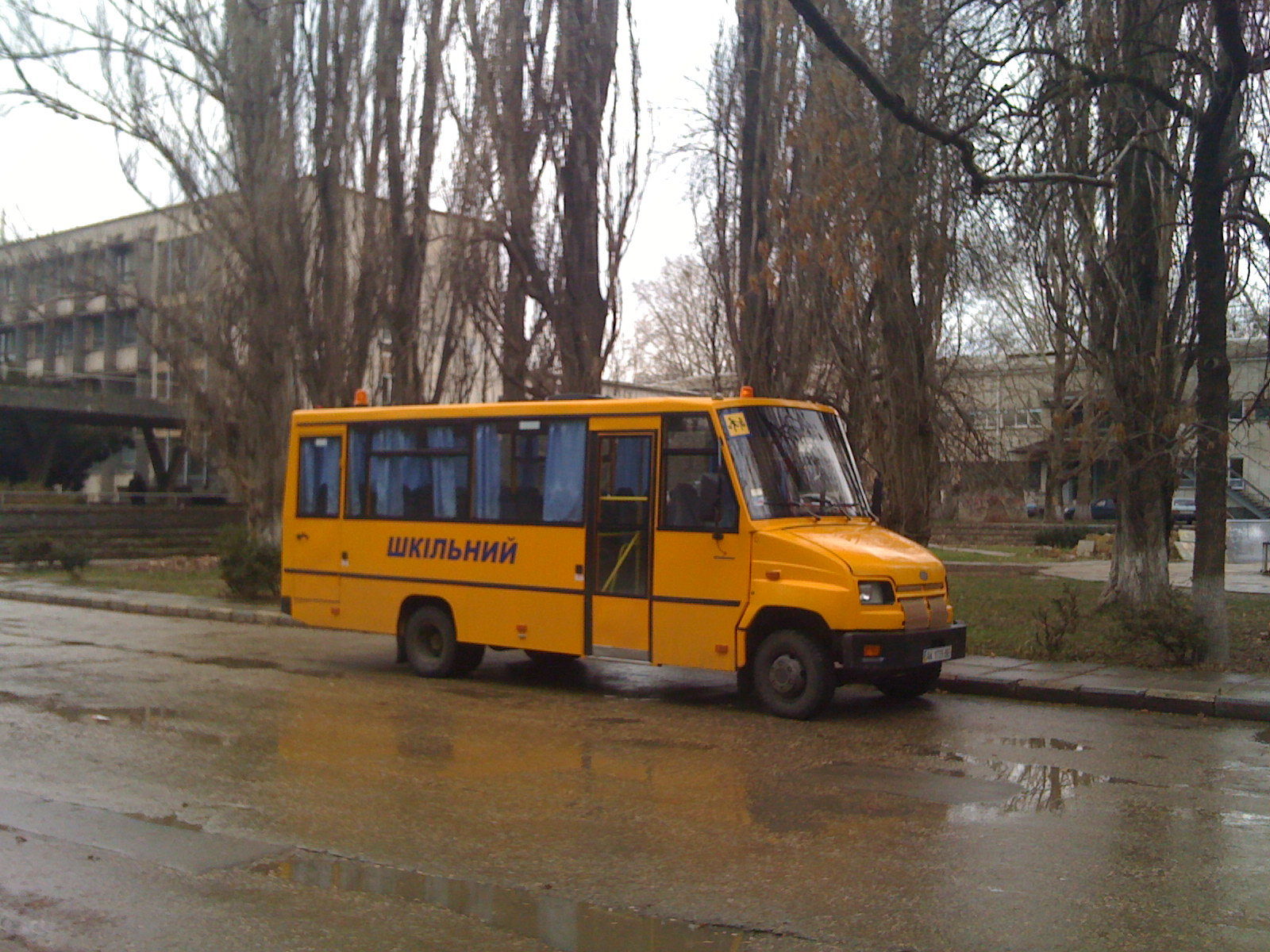
Автобус А075 на шасси ЗИЛ-5301 «Бычок» в Крыму

Основной областью применения школьных автобусов в России является обслуживание малонаселённой местности — в основном сельской. Школьные автобусы в этом случае позволяют исключить малокомплектные школы в небольших населённых пунктах. Дети из отдалённых населённых пунктов подвозятся в школу более крупного населённого пункта. В этом случае обычно автобусы ставятся на баланс школы.
В городах школы обычно строятся в пешеходной доступности от жилых кварталов, и в большинстве случаев родители даже имеют выбор из нескольких таких школ. Необходимость подвоза учеников к школе здесь возникает гораздо реже и автобусы нужны в основном для доставки детей к местам проведения экскурсий и прочих учебных и развлекательных мероприятий. Поэтому в городах школьные автобусы чаще всего обслуживаются предприятиями общественного транспорта, а школы арендуют их. Но бывают и исключения.

## Школьный автобус в культуре
Школьный автобус в США часто становится героем игровых и мультипликационных фильмов, а также компьютерных игр, иногда играя ключевую роль. Например, в мультсериале «Волшебный школьный автобус» автобус то превращается в космический корабль, то уменьшается вместе с детьми до размера бактерии — и отправляется в невероятную экскурсию в самые неожиданные места.
Списанные школьные автобусы часто используются в различных шоу: например, кузова школьных автобусов — традиционное препятствие в спортивном шоу Monster Jam. Иногда в монстр-траки переделывают и сами школьные автобусы; и не только в монстр-траки, но и в драгстеры и ракетомобили. Часто школьные автобусы появляются и в гонках на выживание.
Также старые школьные автобусы нередко превращают в рестораны и клубы на колёсах. Коммуна «Весёлых проказников» переоборудовала школьный автобус 1939 года выпуска в звукозаписывающую студию, назвала его «Furthur» и отправилась на нём в путешествие по США.
После списания школьные автобусы обычно имеют достаточно небольшой пробег и довольно приличное техническое состояние, поэтому их часто используют в качестве рейсовых автобусов в странах Латинской Америки.
Жёлтый школьный автобус стал одним из символов США, и не удивительно: из 843 тысяч автобусов, зарегистрированных в 2010 году, более половины, а именно 480 тысяч автобусов, эксплуатируемых в США, составляют как раз школьные автобусы.